# Arrow (missile)
Il sistema Arrow (חץ, ebraico: "Hetz") è un missile di difesa antibalistico di teatro (TMD), di produzione israeliana, ad alta accelerazione, simile al missile Sprint.

## Missione ed efficacia stimata
È stato il primo missile sviluppato da Israele ad essere stato specificamente disegnato e costruito per intercettare e distruggere missili balistici su scala nazionale. Dovrebbe essere l'unico sistema di missili anti-balistici al mondo operativo capace di intercettare bersagli nella alta stratosfera. Da notare come Israele sia l'unico paese al mondo coperto totalmente da una costosissima rete di difesa ABM, in buona parte finanziata dall'aiuto americano.

## Sviluppo e finanziamento
Il progetto Arrow ABM prese il via dopo un accordo del 6 maggio 1986 tra gli Stati Uniti ed Israele per finanziare, sviluppare, e sperimentare congiuntamente un sistema di difesa antimissile da teatro (TDM). Il sistema ABM Arrow è stato progettato e costruito in Israele con l'apporto finanziario degli USA in uno sforzo di svariati miliardi di dollari (Fino al 2003 si stimavano in circa 2 miliardi di dollari USD). Il Ministero della Difesa israeliano dirige il programma di sviluppo dell'Arrow sotto il capitolo Minhelet Khoma, che lega assieme diverse industrie della difesa israeliane (come la Israel Military Industries (IMI), la Tadiran, la Israel Aircraft Industries (IAI), ecc.) La prima versione del sistema venne sperimentata nei tardi anni ottanta.

## Specifiche
Il sistema ABM Arrow è stato concepito per intercettare missili balistici a corto e breve raggio e venne progettato avendo in mente gli sviluppi dei programmi di missili avanzati portati avanti dall'Iraq e Iran. Il sistema è costruito attorno ai missili Arrow, il sistema di controllo Yellow Citron ed il radar IAI EL/M-2080 Green Pine come sistema di rilevamento traiettorie. Correntemente, il sistema riceve un supplemento di informazioni di lancio nemico iniziale "early warning" da parte di satelliti orbitanti americani che possono rilevare e studiare il bagliore iniziale e la scia dei missili ostili mentre vengono lanciati. Il primo sistema operativo venne dispiegato il 14 marzo del 2000 nella parte centrale di Israele, nella base aerea di Palmachim, sulla costa del Mediterraneo. Il più recente sistema missilistico è noto come Arrow II e si ritiene ancora sottoposto a valutazione per poter migliorare sia la sua efficacia che le sue prestazioni.
A differenza del sistema anti-missile Patriot, l'Arrow è radio controllato da terra, da un ufficiale che può valutare la traiettoria se il missile incombente punta verso un obiettivo "sensibile" e se può essere necessario lanciare un avanzatissimo missile Arrow, se esso deve essere reindirizzato verso un altro bersaglio oppure auto-distruggersi in volo. Vi sono 6 tubi porta-missile in ogni lanciatore mobile ed ognuno può essere indirizzato ad un bersaglio separato. La conferma di queste ed altre funzionalità del missile venne dimostrata in un recente test (il decimo eseguito per l'intercettore Arrow isolato ed il 5° che valutava l'integrazione del sistema completo) circa 4 di 6 missili vennero lanciati contro bersagli virtuali durante manovre congiunte USA-Israele. Il sistema è in grado di gestire e discriminare fino a 14 intercettazioni simultanee.
La velocità propria (non in discesa) dell'intercettore Arrow 2 è di 2,5 km/s (9000 km/h), ed a differenza del missile Patriot che impiega soltanto l'energia cinetica ha una propria testata esplosiva che gli consente di distruggere il missile ostile anche se fisicamente lo mancasse di 40-50 metri.
Il 29 luglio 2004 Israele e gli USA, condussero un test congiunto nel poligono Nellis AFB del Nevada, durante il quale un missile Arrow venne lanciato contro un vero missile Scud. L'esperimento fu un successo, e l'Arrow distrusse lo Scud con un impatto diretto.

## Commercializzazione all'estero del sistema
Israele ha intrapreso negoziati con l'India per vendere il sistema, ma la legislazione americana sul controllo della vendita delle armi ad alta tecnologia ha bloccato la vendita del missile singolo nella sua interezza, anche se sembra che il sistema di radar "Green Pine" sia già stato venduto all'India, dove si suppone già installato. Si sono svolte trattative tra Israele e la Turchia, che manteneva con Israele una associazione di comunanza strategica, ma il tutto è cessato. Ci sono anche state conversazioni sull'impiego del costoso missile Arrow come parte di un sistema ABM a più strati da essere impiegato nella difesa continentale degli USA.